# گیندورف
گیندورف (به آلمانی: Gindorf) یک شهر در آلمان است که در بیتبورگ-پروم واقع شده‌است.